# Soudce chebský
Soudce chebský také zvaný Soudce sjednaný v Chebu (latinsky iudex Egrensis, německy Egerer Richter) označuje dohodu uzavřenou v Chebu 18. května 1432 mezi zástupci husitů a legáty basilejského koncilu, která upravila podmínky jednání husitů při koncilu.
V předběžném jednání šlo především o otázku, kdo bude rozhodčí autoritou husitských zástupců s katolíky, kdy husité odmítali autoritu koncilu, protože podle nich byl stranou sporu. Husitům se podařilo vyjednat nezvyklý ústupek (7. paragraf dohody), že soudcem jednání bude „lex divina, praxis Christi, apostolica et ecclesiae primitivae una cum conciliis doctoribusque, fundantibus se veraciter in eadem pro veracissimo et indefferenti iudice […]“, tedy Božský zákon, skutky Kristovy, apoštolů a prvotní církve spolu s koncily a doktory, kteří na předešlé pravdivě navazují.
Husité obhajovali správnost Čtyř artikul pražských, na koncilu poté dojednali tzv. basilejská kompaktáta. Právě sjednání Soudce chebského je považováno za největší diplomatický úspěch husitů (i kvůli tomu, že výsledná kompaktáta nesplnila očekávání).

## Soudce chebský v kontextu jednání z roku 1432

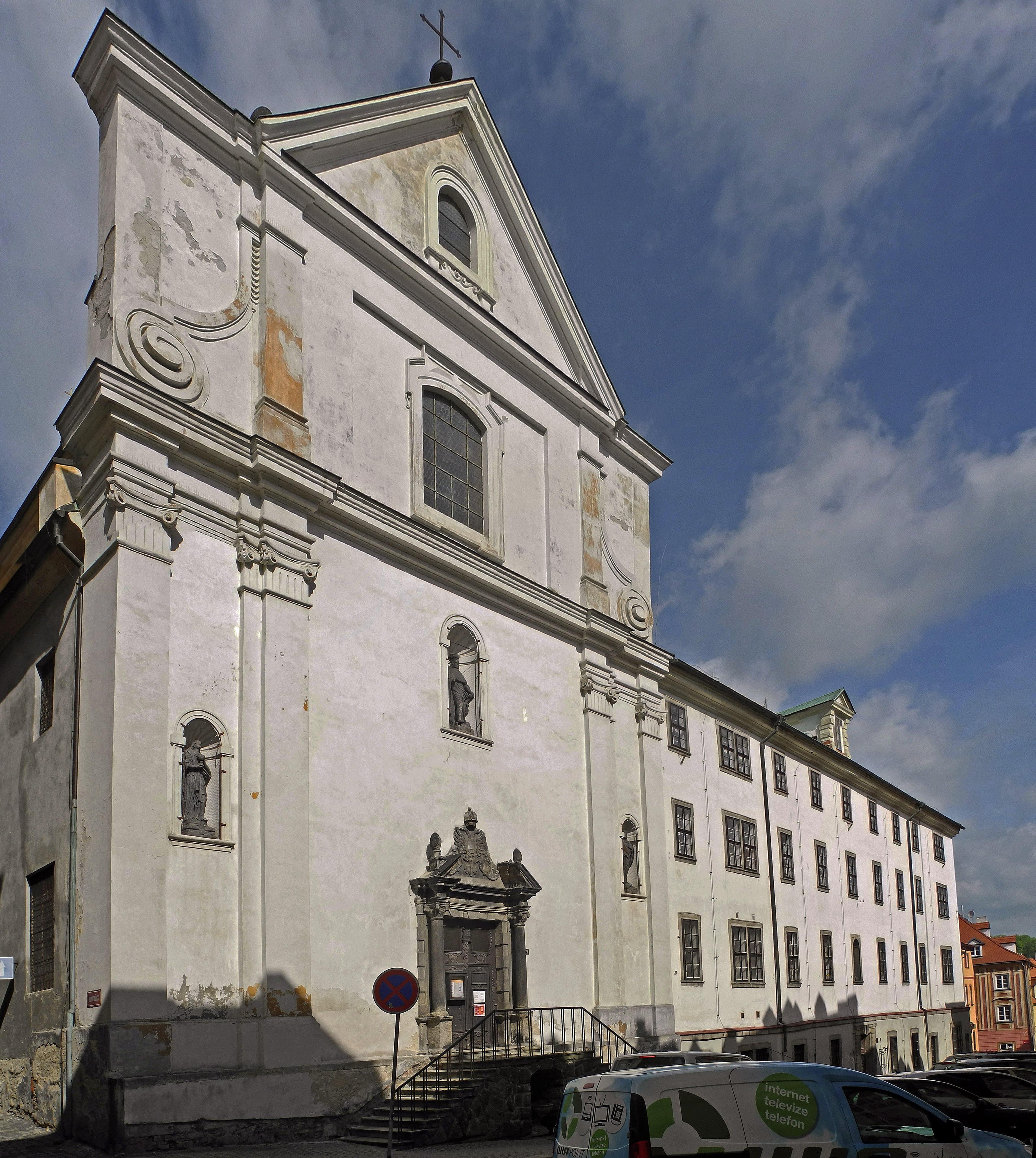
Dominikánský klášter s kostelem sv. Václava v Chebu.

Cílem chebské schůze mezi legáty basilejského koncilu a husitskými vyslanci bylo stanovení podmínek nadcházející basilejské disputace o 4 pražské artikuly a rovněž vyjednání bezpečnostních glejtů a záruk pro husitskou delegaci mířící do Basileje. Bezpochyby největší rozepře se strhly v otázce toho, kdo bude mít právo argumentační souboj při basilejské disputaci rozsuzovat. Husité již dlouhé roky předtím usilovali o možnost svobodného slyšení, kde by mohli obhájit pražské artikuly, přičemž zastávali tezi, že rozhodčí autorita by měla připadnout nadosobnímu principu Bible a z ní vycházejících zdrojů. Katolická církev možnost svobodné audience husitům dlouhodobě upírala, navíc byla toho názoru, že kdyby už k nějaké formě slyšení/disputace došlo, právo určit správnou věrouku by bylo vyhrazeno představitelům církve. Kvůli neúspěchu křižáků u Domažlic (1431) nakonec církev částečně ustoupila, neboť možnost disputace s husity posvětila, rozhodčí autoritu v tomto učeném hádání však bezpochyby stále připisovala sama sobě.
Zmíněné dva protikladné přístupy, husitské disputacio (rovnocenná disputace mezi dvěma stranami s nadosobním soudcem) a katolické informatio (poučení husitů katolickou církví), se naplno střetly právě při chebských jednáních. Již v úvodním projevu koncilního legáta Jindřicha Tokeho zazněly výroky vyzdvihující autoritu basilejského sněmu nad husity. O průběhu vlastních debat zanechal svědectví Tokeho kolega Jan z Maulbronnu, jenž se v obecné rovině zmínil o nemalých těžkostech a značné náročnosti husitsko-koncilního jednání. Jeden z husitských diplomatů, Martin Lupáč, v pozdějších vzpomínkách přiblížil některé detaily vyhrocených debat o rozhodčí autoritu. Zatímco legáti koncilu tvrdili, že jedině institucionální církev může rozhodovat v otázkách víry, husité namítali, že víra nemá být svěřena do lidských rukou a v případě koncilu zastávajícího úlohu soudce by jakékoliv disputace ztratily smysl. Husitští diplomaté projevovali značnou neústupnost. Tlak na katolické vyjednavače se ještě stupňoval v důsledku otevřené nespokojenosti Chebanů i vědomí, že případný krach jednání by oslabil pozici koncilu v mocenském boji s papežem Evženem IV.
Když byly dne 18. května dojednané záležitosti zlistiněny a zapečetěny, husitské vítězství ve věci rozhodčí autority bylo zjevné. Nejen v 7. bodu chebských úmluv, nýbrž i v návrhu glejtu bylo stanoveno, že nestranným soudcem při basilejských disputacích bude Písmo svaté a v něm pravdivě založení doktoři a koncily. Není přitom zcela jasné, jaké bylo personální složení husitské delegace, která se o tento úspěch zasloužila. V chebských dohodách se sice objevuje výčet českých a moravských diplomatů (nuntii et oratores de regno Bohemiae et marchionatu Moraviae), ale zdá se pravděpodobné, že tento seznam se spíše než Chebu týká plánovaného husitského poselstva určeného do Basileje. Za nezpochybnitelnou tak lze pokládat, především díky výpovědi pramenů koncilního původu, účast těchto osob: za světský stav Matyáš Lauda z Chlumčan, Beneš Mokrovouský z Hustířan, Jan z Krajnic, Jan z Velvar, Mikuláš z Humpolce; za duchovní stav Prokop Holý, Jan Rokycana a Martin Lupáč. Kromě zmíněných osob lze oprávněně uvažovat o účasti radikálně smýšlejících husitských duchovních, např. Mikuláše Biskupce z Pelhřimova, Markolta ze Zbraslavic či Petra Payneho.

## Význam soudce chebského po roce 1432

### Iudex Egrensisa basilejská kompaktáta
Jedním z nepochybných úspěchů husitů, kteří v roce 1433 jednali s legáty basilejského koncilu, bylo zakotvení chebského soudce do textu basilejských kompaktát (nábožensko-mírových smluv zpečetěných a vyhlášených v červenci 1436). Poté, co byla při pražských jednáních (listopad 1433) husitům předložena tzv. cedule A obsahující zejména kompromisní formulace ohledně 4 pražských artikulů, pokládali husité za nutné vyjednat s legáty další smlouvu, která by v prvé řadě odstranila možné nejasnosti v ceduli A. Tak vznikla cedule B, která kromě snahy o definici slov "víra" a "ritus" obsahovala závazek legátů koncilu, že soudce chebský "byl, je a bude soudcem ve všech věcech, které mají být věřeny i činěny ve svaté církvi boží; a podle tohoto soudce hodlá svatý koncil postupovat ve všech věcech..." Tato formulace však nevyjadřovala fakt, že princip soudce chebského je zásadní pro husity. To bylo napraveno až v závěru cedule C, kde stojí, že Češi "chtějí ve všech obtížích dbát soudce sjednaného za společného souhlasu v Chebu."

## Edice
- Sacrorum Conciliorum Nova Amplissima Collectio Vol 030, s. 145–146.
- Monumenta conciliorum generalium seculi decimi quinti. Tomus I., s. 272.